# Juan Legnazzi
Juan Legnazzi (Uruguay, 1893 - ?) fue un futbolista uruguayo. Jugaba de guardameta y tiene en su haber un récord de invicto de 922 minutos cuando defendía la valla del Club Atlético Peñarol de Uruguay.

## Trayectoria
Debut clásico
Su debut en el arco aurinegro se produjo el 2 de mayo de 1920, más precisamente en un encuentro clásico que ganó Peñarol 1 a 0 con gol de Armando Artigas. El debut de Legnazzi tuvo algunas complicaciones ya que no se conseguía la autorización tras su pase del Charley; la misma se dio en la noche del sábado 1 de mayo de 1920, unas horas antes de que se disputara ese clásico en el cual Peñarol formó finalmente con: Legnazzi; Benincasa y Granja; Ruotta, Delgado y Ravera; José Perez, Terevinto, Piendibene, Artigas y Campolo.

## Características
Juan Legnazzi fue definido en su momento por los periódicos y revistas deportivas de la época como un golero “de gran clase, comparable con Roberto Chery”. Llegó a Peñarol cuando la entidad mirasol más necesitaba un arquero y según expresan comentarios futboleros de 1920, “Legnazzi llenó con exceso la plaza, defendiendo la valla cual si fuese un experimentado goalkeeper”. Asimismo se destaca también que era un golero arrojado, intuitivo y de muy buenos reflejos.

## Selección nacional
Ha sido internacional con la Selección de Uruguay en varias oportunidades, habiendo conseguido la Copa América.

### Participaciones en Copa América
| Copa              | Sede  | Resultado |
| ----------------- | ----- | --------- |
| Copa América 1920 | Chile | Campeón   |

## Clubes
| Club    | País    | Año       |
| ------- | ------- | --------- |
| Charley | Uruguay | 1920      |
| Peñarol | Uruguay | 1920-1926 |

## Palmarés

### Campeonatos nacionales
| Título                        | Club    | País    | Año  |
| ----------------------------- | ------- | ------- | ---- |
| Campeonato Uruguayo           | Peñarol | Uruguay | 1921 |
| Torneo de la FUF              | Peñarol | Uruguay | 1924 |
| Torneo del Consejo Provisorio | Peñarol | Uruguay | 1926 |

### Distinciones individuales
| Distinción                                         | Año  |
| -------------------------------------------------- | ---- |
| Valla invicta durante 922 minutos en lo doméstico. | 1920 |

- Datos: Q9015708